# NGC 3316
NGC 3316 este o galaxie situată în constelația Hidra. A fost descoperită în 26 martie 1835 de către John Herschel. Se află la o distanță de 48,53 de megaparseci de Pământ.